# Majhuwa
Majhuwa – gaun wikas samiti w środkowej części Nepalu  w strefie Dźanakpur w dystrykcie Sindhuli. Według nepalskiego spisu powszechnego z 2001 roku liczył on 498 gospodarstw domowych i 2874 mieszkańców (1484 kobiet i 1390 mężczyzn).